# Hammer of The Witches
Hammer of the Witches es el undécimo álbum de estudio de la banda de metal extremo inglés Cradle of Filth, lanzado el 10 de julio de 2015 a través de la discográfica Nuclear Blast. Hammer of the Witches es el primer lanzamiento discográfico con nueva formación de la banda, que incluye los nuevos guitarristas Marek 'Ashok' Šmerda  y Richard Shaw y el nuevo tecladista y vocalista femenina Lindsay Schoolcraft. El primer sencillo y video de la canción «Right Wing of the Garden Triptych» fue lanzado el jueves 14 de mayo.

## Lista de canciones
Todas las canciones escritas y compuestas por Dani Filth. 
| N.º | Título                                                  | Duración |  |
| 1.  | «Walpurgis Eve»                                         | 1:29     |  |
| 2.  | «Yours Immortally...»                                   | 6:00     |  |
| 3.  | «Enshrined in Crematoria»                               | 5:46     |  |
| 4.  | «Deflowering the Maidenhead, Displeasuring the Goddess» | 6:59     |  |
| 5.  | «Blackest Magick in Practice»                           | 6:50     |  |
| 6.  | «The Monstrous Sabbat (Summoning the Coven)»            | 1:51     |  |
| 7.  | «Hammer of the Witches»                                 | 6:28     |  |
| 8.  | «Right Wing of the Garden Triptych»                     | 5:54     |  |
| 9.  | «The Vampyre at My Side»                                | 5:45     |  |
| 10. | «Onward Christian Soldiers»                             | 6:59     |  |
| 11. | «Blooding the Hounds of Hell»                           | 2:10     |  |

| Deluxe edition |                     |          |  |
| N.º            | Título              | Duración |  |
| 12.            | «King of the Woods» | 6:17     |  |
| 13.            | «Misericord»        | 6:19     |  |

## Integrantes
- Dani Filth – voz, letras
- Richard Shaw – guitarras
- Marek "Ashok" Šmerda – guitarras
- Daniel Firth – bajo
- Martin Skaroupka – batería, teclados, orquestación
- Lindsay Schoolcraft – voz, arpa